# Paula Vennells
Paula Anne Vennells, née le 21 février 1959, est une femme d'affaires britannique et une prêtre anglicane. Elle est directrice générale de Post Office Limited de 2012 à 2019. Sous sa direction, le bureau de poste poursuit des centaines d'employés pour fraude, alors que les écarts financiers résultent en fait d'erreurs informatiques de la responsabilité de l'entreprise.
En 2019, elle devient présidente de l'Imperial College Healthcare NHS Trust à Londres. En décembre 2020, elle annonce sa volonté de quitter ses fonctions en avance pour des raisons personnelles. En avril 2021, à la suite de l'annulation de 39 condamnations d'employés de poste, elle renonce à ses fonctions dans l'Église anglicane, mais reste prêtre.

## Biographie

### Jeunesse
Paula Vennells naît  21 février 1959 et grandit à Denton, dans le Lancashire. Elle obtient une bourse d'études à la Manchester High School for Girls, une école indépendante pour filles à Manchester. Elle étudie ensuite le russe et le français à l'université de Bradford, dont elle est diplômée en 1981.

### Carrière
Paula Vennells commence sa carrière en tant que stagiaire diplômée chez Unilever en 1981. Elle travaille ensuite pour L'Oréal, Dixons Retail, Argos et Whitbread. 
De 2002 à 2005, Paula Vennells est ordonnée diacre dans l'Église d'Angleterre en 2005 puis devient prêtre anglicane en 2006. Elle exerce un ministère bénévole à l'église de Saint-Owen de Bromham dans le diocèse de St Albans.
En 2007, elle rejoint la Poste en tant que directrice du réseau du groupe. Le 1er avril 2012, elle en devient le directeur général (CEO). Pendant son mandat de PDG, le bureau de poste surmonte ses difficultés économiques, mettant fin au déficit annuel de 120 millions de livres sterling par an et le transformant en profit.
En février 2019, il est annoncé qu'elle quittera son poste de bureau de poste en avril, pour prendre la présidence de l'Imperial College Healthcare NHS Trust, qui dirige St Mary's, Hammersmith, Queens Charlottes, Charing Cross et Western Eye Hospital dans le nord-ouest de Londres. Elle devient également membre non exécutif du conseil d'administration du Bureau du Cabinet.

### Scandale en tant que directrice de la Poste
En décembre 2019, la Poste verse 58 millions de livres aux employés de Poste office au titre de compensation pour de poursuites abusives pour vol d'argent. Ces poursuites étaient fondées sur des preuves erronées du système informatique Horizon. Le juge Fraser qui préside l'affaire, qualifie le traitement de l'affaire par Poste office Ltd d'« obstination institutionnelle ».
Paula Vennells s'excuse par la suite auprès des travailleurs concernés par le scandale.
En janvier 2020, à la fin de l'affaire de la Haute Cour contre la Poste, le mandat de Paula Vennells en tant que PDG est vivement critiqué par son homologue conservateur Lord Arbuthnot, qui déclare : « La caractéristique du mandat de Paula Venells en tant que PDG était qu'elle était prête à accepter des conseils épouvantables des membres de ses équipes dirigeantes et juridiques. Les conséquences de cela ont été lourdes pour la poste et dévastatrices pour les postiers. ». Il décrit le comportement du bureau de poste sous sa direction comme « à la fois cruel et incompétent », et déclare qu'« elle était confrontée à un choix moral et elle a fait le mauvais choix, celui qui a permis à des centaines de postiers d'être faussement accusés, humiliés et ruinés par l'organisation qu'elle dirigeait ».
Début mars 2020, elle démissionne de son poste au Bureau du Cabinet,.
Le 19 mars 2020, Paula Vennells est vivement critiquée à la Chambre des communes, en particulier par Kevan Jones, député de Nord Durham.
Dans une émission de BBC Panorama projetée le 8 juin 2020, le journaliste Nick Wallis est filmé en train de téléphoner à Paula Vennells, qui met fin à l'appel plutôt que de répondre à ses questions. Wallis dit que « c'est l'une des plus grandes frustrations dans la couverture de cette histoire [...] le refus constant du directeur général et des personnes au sommet de répondre à des questions sérieuses sur ce qui s'est passé ». Paula Vennells doit initialement comparaître devant un comité restreint parlementaire pour répondre aux questions sur le scandale du 24 mars 2020, mais cette comparution est annulée en raison de la pandémie de Covid-19 et les questions des députés sont traitées par écrit.
En juin 2020, la Commission d'examen des affaires pénales renvoie 47 affaires dans lesquelles des employés sont poursuivis devant la Cour d'appel en tant qu'erreurs judiciaires potentielles. La Poste annonce qu'elle n'en conteste pas 44. Ces affaires sont décrites comme « la plus grande erreur judiciaire de l'histoire juridique anglaise moderne ».
Le 22 mars 2021, 42 autres anciens employés voient leurs requêtes pour poursuites injustifiées entendues par la Cour d'appel et recherchent également des informations sur l'implication du gouvernement britannique par l'intermédiaire du Médiateur parlementaire. Ils demandent également au gouvernement de payer leur coûts de procédure à hauteur de 46 millions de livres sterling pour leur affaire judiciaire antérieure. Au cours de l'affaire, le comportement de la Poste sous la direction de Paula Vennells est décrit comme un exemple de « comportement épouvantable et honteux ».
Le 14 juin 2020, la gestion par Paula Vennells du scandale de la poste et la relation avec son rôle de prêtre ont été soulignées par l'émission de radio religieuse de la BBC du dimanche matin. Un ancien employé de la Poste condamné appelle l'évêque de St Albans à destituer Paula Vennells de ses fonctions, la députée travailliste Chi Onwurah déclare qu'elle devait être tenue pour responsable, et le journaliste Nick Wallis rapporte une « vraie colère ». Aux yeux du public, Paula Vennells semble avoir été protégé par « l'establishment », notamment l'Église d'Angleterre, que beaucoup considèrent comme immorale. L'église refuse de participer, mais une déclaration de l'évêque déclare qu'il envisagera d'agir s'il reçoit des preuves concluantes de son acte répréhensible. Depuis le 28 avril 2021, Paula Vennells ne figure plus sur la liste des membres du groupe consultatif sur les investissements éthiques de l'Église d'Angleterre dans lequel elle a précédemment siégé.
La Commission de la qualité des soins discute des préoccupations concernant son rôle continu au sein du NHS le 8 juillet 2020. En octobre, l'Imperial College Healthcare NHS Trust annonce qu'il sollicitera des conseils juridiques externes pour examiner le processus qui a conduit à sa nomination. Le 3 décembre 2020 est annoncé le départ de Paula Vennells de ses fonctions de président en avril 2021, pour des raisons personnelles. Le même jour, le Daily Telegraph rapporte que les juges ont refusé de divulguer un document « fumant », un avis juridique transmis à la Poste en 2013, qui permet d'établir que la Poste savait depuis des années que les poursuites contre les employés étaient fondées sur de fausses preuves. L'ancien psychiatre consultant du NHS Minh Alexander, qui fait le renvoi initial au CQC, déclare que « la fiducie a accepté à contrecœur de ne commander un rapport externe sur son aptitude qu'à un stade tardif », et émet l'hypothèse que Paula Vennells a par la suite subi des pressions pour démissionner. Arbuthnot déclare que l'émergence de ces nouvelles preuves suggère que Paula Vennells pourrait avoir commis un outrage au parlement pour ses réponses données lors de l'enquête de 2015. 
En avril 2021, trente-neuf des anciens employés condamnés voient leur condamnation annulée, vingt-deux autres cas faisant toujours l'objet d'une enquête de la Commission d'examen des affaires pénales. Plus tôt en décembre 2020, les condamnations de six autres anciens receveurs sont annulées car injustifiées. Le président exécutif du cabinet juridique représentant de nombreux employés, Neil Hudgell, déclare : « Désormais, les fonctionnaires de la poste doivent faire face à une enquête pénale pour avoir ruiné des vies de manière malveillante en poursuivant des innocents à la recherche de profits », et appelle le Premier ministre à convoquer une enquête menée par un juge.
Quelques jours après l'annulation des condamnations des chefs de poste adjoints, Paula Vennells accepte finalement de se retirer de ses fonctions de prêtre. L'évêque de St Albans déclare qu'il est « juste » que Paula Vennells le fasse. Elle présente également ses excuses en disant : « Je suis vraiment désolée pour les souffrances causées aux 39 employés à la suite de leurs condamnations qui ont été annulées la semaine dernière ». Le même jour, elle démissionne de ses fonctions d'administratrice non exécutive dans la chaîne de supermarchés britannique Morrisons et le groupe d'ameublement Dunelm. Sky News cite un collègue du conseil d'administration qui déclare : « il n'y avait aucun moyen pour elle de rester après la décision — et il est difficile de voir comment elle pourra un jour travailler à nouveau ». Elle démissionne également de son poste de gouverneur de la Bedford School. On s'attend à ce que le gouvernement britannique effectue des paiements de compensation susceptibles de totaliser des millions de livres, et Paula Vennells fait face à des appels pour rembourser les primes qu'elle a reçues pendant son séjour à la poste.

## Récompenses et distinctions
Lors du Nouvel An 2019, elle est nommée Commandeur de l'ordre de l'Empire britannique « pour services rendus à la poste et à des œuvres caritatives ». À la suite du scandale de la poste, le Syndicat des travailleurs de la communication appelle Paula Vennells à être dépouillée de sa décoration. En janvier 2024, une pétition rassemble plus d'un million de signatures et Paula Vennells décide de renoncer d'elle-même à sa distinction.